# Língua fula
A língua fula ou fulani (Fulfulde, Fuuta Jalon), também chamada peul em francês, pullaar em uolofe, fulbe, fulfulde ou pular em fula, é uma língua do ramo senegambiano das línguas nigero-congolesas falada principalmente na África Ocidental pela etnia fula.

## Geografia
É falada numa área que vai desde o Senegal até Camarões, ao sul, e o Sudão, a leste. Conta com 10 a 16 milhões de falantes e tem estatuto de língua oficial na Mauritânia, Senegal, Mali, Guiné, Burquina Fasso, Níger, Nigéria e Camarões. É também falada, como segunda ou terceira língua, em Gâmbia, Chade, Serra Leoa, Benim, Guiné-Bissau, Sudão, República Centro-Africana, Costa do Marfim, Gana, Togo, Libéria e Gabão. . 

## Escrita
A escrita árabe foi adaptada para o fulani depois da conquista pelos árabes.
O alfabeto árabe foi introduzido entre os falantes de Fulani por missionárioss, administradores e estudiosos europeu. Foram desenvolvidos diversos modos de escrever o Fula. Algumas das convenções usadas pela escrita Fula foram estabelecidas na “conferência sobre ortografias africanas” em 1966 em Bamako no Mali, mas há diferenças entre as grafias dos diversos países. 
- No Senegal, Gâmbia e Mauritânia são usados 36 símbolos (inclui letras modificadas e combinadas) não tem q, v, z
- Na Guiné-Bissau, Serra Leoa e Libéria são usados 31 (inclui letras modificadas e combinadas) não tem q, v, z

O Ethnologue não a considera uma língua, mas separa-a em várias línguas, atribuindo um código diferente para cada uma delas.

## Amostra de texto
Innama aadeeji fof poti, ndimɗidi e jibinannde to bannge hakkeeji. Eɓe ngoodi miijo e hakkilantaagal ete eɓe poti huufondirde e nder ɓiynguyummaagu. 
Português
Todos os seres humanos nascem livres e iguais em dignidade e direitos. São dotados de razão e consciência e devem agir em relação uns aos outros com espírito de fraternidade. (artigo 1º - Declaração Universal dos Direitos Humanos)